# ポケットモンスター 映画アニメ主題歌ソング集 パーフェクトベスト
『ポケットモンスター 映画アニメ主題歌ソング集 パーフェクトベスト』（ポケットモンスター えいがアニメしゅだいかソングしゅう パーフェクトベスト）は、劇場版『ポケットモンスター』のコンピレーション・アルバム。2003年11月28日にメディアファクトリーから発売された。

## 概要
- 劇場版『ポケットモンスター』のベストアルバム。1998年の映画から2003年の映画の主題歌が収録されている。
- CDジャケットには、ピカチュウ、アチャモ、キモリ、ミズゴロウが描かれている。

## 収録曲
Disc-1
1. なつやすみファンクラブ
歌：ポケモンキッズ、ポケモンママさん（＋ピカチュウ）
作詞：戸田昭吾 / 作曲：たなかひろかず / 編曲：ピカチュウレコード
劇場版『ピカチュウのなつやすみ』オープニングテーマ
2. ピカピカまっさいチュウ
歌：ポケモンキッズ、オーキド博士（+ピカチュウ）
作詞：戸田昭吾 / 作曲：たなかひろかず / 編曲：ピカチュウレコード
劇場版『ピカチュウのなつやすみ』エンディングテーマ
3. めざせポケモンマスター'98
歌：松本梨香
作詞：戸田昭吾 / 作曲：たなかひろかず / 編曲：渡部チェル
劇場版『ポケットモンスター ミュウツーの逆襲』オープニングテーマ
4. 風といっしょに
歌：小林幸子
作詞：戸田昭吾 / 作曲：たなかひろかず / 編曲：沢田完
劇場版『ポケットモンスター ミュウツーの逆襲』エンディングテーマ
5. たんけんたいをつくろう
歌：ポケモンキッズ
作詞：戸田昭吾 / 作曲・編曲：たなかひろかず
劇場版『ピカチュウたんけんたい』オープニングテーマ
6. そらとぶポケモンキッズ
歌：ベッキー
作詞：戸田昭吾 / 作曲・編曲：たなかひろかず
劇場版『ピカチュウたんけんたい』エンディングテーマ
7. ライバル!
歌：松本梨香
作詞：戸田昭吾 / 作曲・編曲：たなかひろかず
劇場版『ポケットモンスター 幻のポケモン ルギア爆誕』オープニングテーマ
8. toi et moi
歌：安室奈美恵
作詞：MARC、小室哲哉 / 作曲・編曲：小室哲哉
劇場版『ポケットモンスター 幻のポケモン ルギア爆誕』エンディングテーマ
9. ピチュピカ スウィング
歌：ネオ★ポケッツ
作詞：戸田昭吾 / 作曲：たなかひろかず / 編曲：たなかひろかず、ブラックボトムブラスバンド
劇場版『ピチューとピカチュウ』オープニングテーマ
10. ともだち記念日
歌：酒井法子、竹中直人
作詞：戸田昭吾 / 作曲：たなかひろかず / 編曲：島健
劇場版『ピチューとピカチュウ』エンディングテーマ
11. OK!2000
歌：松本梨香
作詞：戸田昭吾 / 作曲・編曲：たなかひろかず
劇場版『ポケットモンスター 結晶塔の帝王 ENTEI』オープニングテーマ
12. 虹がうまれた日
歌：森公美子
作詞：戸田昭吾 / 作曲：たなかひろかず / 編曲：鳥山雄司
劇場版『ポケットモンスター 結晶塔の帝王 ENTEI』エンディングテーマ

Disc-2
1. かくれんぼ
歌：Whiteberry
作詞：川村恵里加 / 作曲・編曲：たなかひろかず
劇場版『ピカチュウのドキドキかくれんぼ』オープニングテーマ
2. まなつの だいさくせん
歌：遠藤久美子
作詞：戸田昭吾 / 作曲・編曲：たなかひろかず
劇場版『ピカチュウのドキドキかくれんぼ』エンディングテーマ
3. めざせポケモンマスター2001（未発表ver）
歌：松本梨香
作詞：戸田昭吾 / 作曲：たなかひろかず / 編曲：CHOKKAKU
劇場版『ポケットモンスター セレビィ 時を超えた遭遇』オープニングテーマ
4. 明日天気にしておくれ
歌：藤井フミヤ
作詞：藤井フミヤ / 作曲：たなかひろかず / 編曲：富田泰弘
劇場版『ポケットモンスター セレビィ 時を超えた遭遇』エンディングテーマ
5. あの丘を目指して
歌：ボケモン5
作詞：ピカピカプロジェクト / 作曲・編曲：たなかひろかず
劇場版『ピカピカ星空キャンプ』オープニングテーマ
6. ポケッターリ モンスターリ
歌：可名
作詞：戸田昭吾 / 作曲・編曲：たなかひろかず
劇場版『ピカピカ星空キャンプ』エンディングテーマ
7. SECRET GARDEN
歌：MADOKA
作詞：Natsumi Watanabe / 作曲・編曲：宮崎慎二
劇場版『ポケットモンスター 水の都の護神 ラティアスとラティオス』挿入歌
8. めざせポケモンマスター2002
歌：松本梨香 / アコーディオン：coba
作詞：戸田昭吾 / 作曲：たなかひろかず / 編曲：coba
劇場版『ポケットモンスター 水の都の護神 ラティアスとラティオス』オープニングテーマ
9. ひとりぼっちじゃない（映画バージョン）
歌：宮沢和史 / アコーディオン：coba
作詞：宮沢和史 / 作曲・編曲：coba
劇場版『ポケットモンスター 水の都の護神 ラティアスとラティオス』エンディングテーマ
10. ポルカ・オ・ドルカ
歌：ニャース（犬山イヌコ）
作詞：戸田昭吾 / 作曲・編曲：たなかひろかず
劇場版『おどるポケモンひみつ基地』オープニングテーマ
11. 冒険のはじまりだ!!
歌：ハルカ（KAORI）
作詞：吉川兆二 / 作曲・編曲：たなかひろかず
劇場版『おどるポケモンひみつ基地』エンディングテーマ
12. 小さきもの
歌：林明日香
作詞：三浦徳子 / 作曲・編曲：山移高寛
劇場版『ポケットモンスター アドバンスジェネレーション 七夜の願い星 ジラーチ』エンディングテーマ